# فیلتو
فیلتو (به ایتالیایی: Filetto) یک کومونه در ایتالیا است که در استان کییتی واقع شده‌است.

## خصوصیات
فیلتو ۱۳ کیلومترمربع مساحت و ۱٬۱۱۹ نفر جمعیت دارد و ۴۰۳ متر بالاتر از سطح دریا واقع شده‌است.